# Inibidor tecidual de metaloproteinase
As metaloproteinases de matriz são inibidas por inibidores teciduais de metaloproteinases ( também chamados de  TIMPs), específicos e endógenos,  constituindo uma família de 4 inibidores de protease: TIMP1, TIMP2, TIMP3 e TIMP4.
De forma geral, todas as MMPs  são passíveis de inibição por TIMPs uma vez ativadas. As gelatinases (MMP-2 e MMP-9), no entanto, podem formar complexos com TIMPs enquanto as enzimas ainda se encontram na forma latente.
A complexação de MMP-2 latente (pro-MMP-2) com TIMP-2 facilita a ativação de pro-MMP-2 na superfície celular por MT1-MMP (MMP-14), uma MMP ancorada à membrana.
O papel do complexo pro-MMP-9/TIMP-1 é ainda desconhecido.